# Edgar Ruhwedel
Edgar Ruhwedel (* 10. März 1934 in Bielefeld; † 17. Mai 2020) war ein deutscher Rechtswissenschaftler. Er gilt als bedeutender Vertreter des Transport- und Luftfahrtrechts.

## Leben
Nach dem Abschluss der ersten juristischen Staatsprüfung 1958 und der zweiten juristischen Staatsprüfung 1962 erlangte Ruhwedel am 27. Februar 1963 in Frankfurt am Main bei Hans Jürgen Abraham die Promotion zum Dr. iur.; 1971 folgte die Habilitation an der Goethe-Universität, ebenfalls unter Betreuung Abrahams. Anschließend war er dort von 1971 bis 1996 Ordinarius für Bürgerliches Recht, Handels- und Verkehrsrecht. Ruhwedel gab zudem die Schriftenreihe Bürgerliches Recht, Handels- und Verkehrsrecht im Lang-Verlag heraus.

## Rezeption des Werkes
Eduard Wiesenwasser zufolge könne Ruhwedels Dissertation Die Rechtsstellung des Flugzeugkommandanten im zivilen Luftverkehr „jedem deutschen Zivilluftfahrer als juristisches Handbuch, jedem Luftfahrtjuristen u.a. als anregendes Beispiel einer überblicksweisen und doch präzisen Bearbeitungsmethode und darüber hinaus jedem an Fragen der zwischenstaatlichen Rechtsentwicklung Interessierten zumindest als praktische Illustration empfohlen werden.“
Seine Habilitationsschrift, die erste umfassende Monografie zur Gesellschaftsform Partenreederei, beschreibt Jürgen Lebuhn als „in jeder Hinsicht zu begrüßende Neuerscheinung, die neben den Großkommentaren und den einschlägigen Lehrbüchern eine wesentliche Bereicherung des seerechtlichen Schrifttums“ darstelle. Wilhelm Ebel nennt sie ein „ebenso gründlich und scharfsinnig wie gut geschriebenes Buch“, befürchtet jedoch, dass die in ihr beschriebene Geschichte der antiken und mittelalterlichen Reederei von Dogmatikern nicht richtig zu schätzen und von Historikern nicht zu finden gewusst werden werde, obwohl sie als „sauberes Stück rechtshistorischer Bemühung Achtung und Beachtung“ verdiene.
Ruhwedels Buch Der Luftbeförderungsvertrag gehört zu den Standardwerken des Luftfahrtrechts. Ronald Schmid attestiert ihm, „eine gelungene Mischung“ aus „notwendige[r] ‚Einstiegs-Literatur‘“ und einem „exzellente[n] Lehrbuch, daß auch dem erfahrenen Luftverkehrsrechtler zu dienen vermag“ zu sein. Ruhwedel sei es gelungen, „in hervorragender Weise, die komplizierten Zusammenhänge des luftrechtlichen Flechtwerks transparent zumachen“. Eine „gute luftverkehrsrechtliche Bibliothek“ sei „ohne Ruhwedels Buch […] nicht denkbar“.

## Ehrungen
Zu Ruhwedels siebzigsten Geburtstag wurde 2004 von Wolf Müller-Rostin und Ronald Schmid die Festschrift Das Luftverkehrsrecht vor neuen Herausforderungen. Festgabe für Edgar Ruhwedel im Verlag Luchterhand herausgegeben.

## Schriften (Auswahl)
- Die Rechtsstellung des Flugzeugkommandanten im zivilen Luftverkehr (= Schriften zum deutschen und europäischen Zivil-, Handels- und Prozeßrecht. Band 27). Gieseking, Bielefeld 1964, DNB 454231148 (Zugleich Dissertation, Frankfurt am Main 1963).
- Die Partenreederei. Das Erscheinungsbild einer historisch gewachsenen Gesellschaft im modernen Recht. Gieseking, Bielefeld 1973, ISBN 978-3-7694-0352-7 (Zugleich Habilitationsschrift, Frankfurt am Main 1971).
- mit Harald Bartl: Warschauer Abkommen - Internationales Lufttransportrecht: Seminarunterlagen Frachtrecht und Personenbeförderung. Forum für Recht und Wirtschaft, Schmitten im Taunus 1984, ISBN 978-3-924806-04-0 (Seminar am 6. Juni 1984).[12]
- Der Luftbeförderungsvertrag. Ein Grundriss des deutschen und internationalen Rechts der Personen- und Güterbeförderung auf dem Luftweg. 1. Auflage. Metzner, Frankfurt am Main 1985, ISBN 978-3-7875-5324-2 (2., erg. u. überarb. Aufl.: Metzner, Frankfurt am Main 1987, ISBN 978-3-7875-5346-4; 3., erg. u. überarb. Aufl.: Luchterhand, Berlin 1998, ISBN 978-3-472-02621-1).

### Beteiligungen (Auswahl)
- Jürgen Basedow (Hrsg.): Transportrecht – Luftverkehrsgesetz (= Münchener Kommentar zum Handelsgesetzbuch. Band 7). C.H. Beck, München 1997, ISBN 978-3-406-40057-5.
- Jürgen Basedow (Hrsg.): Aktualisierungsband zum Transportrecht – Luftverkehrsgesetz (= Münchener Kommentar zum Handelsgesetzbuch. Band 7a). C.H. Beck, München 2000, ISBN 978-3-406-45680-0.
- Transportrecht – Montrealer Übereinkommen von 1999 (= Münchener Kommentar zum Handelsgesetzbuch. Band 7). 2. Auflage. C.H. Beck, München 2006.